# 47-й Київський міжнародний кінофестиваль «Молодість»
47-й щорічний Київський міжнародний кінофестиваль «Молодість» проходив у Києві з 27 травня по 3 червня 2018 року. На фестивалі були представлені 6 конкурсних і 10 позаконкурсних програм. Відкриття фестивалю та церемонія нагородження переможців відбулися на Поштовій площі. Ведучими церемонії відкриття виступили В'ячеслав Довженко, Роман Луцький, Антоніна Ноябрьова та Вікторія Трофіменко. Фестивальні події проходили також у кінотеатрах «Київ», «Україна», «Сінема Сіті», клубі ЮБК на Трухановому острові, Домі освіти та культури «Майстер Клас». Фестиваль проходив за підтримки Державного агентства України з питань кіно, Міністерство інформаційної політики України та Київської міської державної адміністрації.
Фільмом відкриття фестивалю було обрано «Обличчя/Рило» польської режисерки Малгожати Шумовської, який отримав на 68-му Берлінському міжнародному кінофестивалі Гран-прі журі — «Срібного ведмедя».

## Перебіг фестивалю
У серпні 2017 року Київський міжнародний кінофестиваль «Молодість» виступив із заявою про зміну термінів щорічного проведення. Починаючи з 2018 року замість жовтня кінофорум буде проходити в останній тиждень травня. Було зазначено, що рішення про зміну термінів проведення дирекція фестивалю узгодила із Міжнародною федерацією асоціацій кінопродюсерів (FIAPF) та з усіма світовими кінофестивалями класу А і Б.
21-22 жовтня 2017 року відбулася спеціальна подія «Молодість. Пролог–47», що презентувала новий травневий фестиваль «Молодість-47».
23 квітня 2018 року організатори кінофестивалю оголосили програму. Були названі 7 фільмів міжнародного конкурсу, національний конкурс та спеціальні покази.
3 травня 2018 року були оголошені фільм студентського конкурсу у рамках Міжнародної конкурсної програми. До програми увійшли 15 кінострічок, серед яких і українська стрічка «Мить» режисерки Юлії Тамтури.
4 травня було презентовано офіційний тизер 47-го Київського міжнародного кінофестивалю «Молодість», монтаж та саунд-монтаж якого розроблений випускницею Kyiv Academy of Media Arts Машею Матвєєвою.
11 травня на прес-конференції 47-го КМКФ «Молодість» у конференц-залі готелю Aloft Kiev було оголошено гостей, повну програму та спеціальні події фестивалю. Почесним гостем фестивалю стане німецький актор Юрген Прохнов, стрічку якого «Остання подорож Леандра» буде представлено на фестивалі. Також втретє на «Молодість» завітає канадський режисер Дені Коте, який представить у програмі «Фестиваль фестивалів» свій новий фільм «Гладенька шкіра».
16 травня було оголошено склад журі національного конкурсу, до якого увійшли директорка Талліннського кінофестивалю «Темні ночі» Тііна Локк-Трамберґ, програмний директор Одеського кінофестивалю Антельм Відо та українська режисерка і сценаристка Марина Степанська.
22 травня було оголошено склад журі міжнародного конкурсу фестивалю на чолі з нідерландською продюсеркою Клаудією Ландсберґер.
26 травня було оголошено програму «Майстерні талантів» — освітньої лабораторії, де будуть проводитися презентації, воркшопи, майстер-класи представників української та світової кіноіндустрії та лекції для молодих кіномитців. Партнерами події стали Film.ua Group Факультет і European Cinema Foundation.
27 травня у Києві на Поштовій площі просто неба відбулася урочиста церемонія відкриття 47-го МКФ «Молодість». Із привітальним словом виступили президент фестивалю Андрій Халпахчі, віце-прем'єр-міністр України Павло Розенко, міністр культури Євген Нищук і мер Києва Віталій Кличко. Під час відкриття присутні підняли вгору аркуші з надписом #FreeSentsov, виражаючи таким чином підтримку українському режисерові Олегу Сенцову, який незаконно ув'язнений у Росії. Урочисту церемонію провели режисерки й сценаристки Антоніна Ноябрьова і Вікторія Трофіменко, актори В'ячеслав Довженко та Роман Луцький. Церемонію відкриття транслювали наживо на сторінці фестивалю у Facebook. Після урочистої церемонії розпочався показ фільму-відкриття фестивалю «Обличчя/Рило» польської режисерки Малгожати Шумовської.
28 травня під час української прем'єри фільму «Остання подорож Леандра» в рамках позаконкурсної програми фестивалю «Спеціальні події» 47-й Київський міжнародний кінофестиваль «Молодість відзначив» статуеткою «Скіфський олень» за внесок у світове кіномистецтво німецького актора Юргена Прохнова, де той зіграв головну роль. Нагороду було вручено режисеру стрічки Ніку Бейкеру-Монтейсу з проханням передати її Юргену Прохнову (актор через стан здоров'я не зміг прилетіти до Києва).
3 червня 2018 року на Поштовій площі в Києві пройшла урочиста церемонія закриття 47-го Київського міжнародного кінофестивалю «Молодість», на якій було оголошено цьогорічних переможців. Церемонію провели акторка Лілія Яценко та актор Андрій Ісаєнко. Наприкінці церемонії генеральний директор фестивалю Андрій Халпахчі оголосив, що 48-й Київський міжнародний кінофестиваль «Молодість» пройде 25 травня — 2 червня 2019 року.

## Журі

### Міжнародний конкурс
Наступні люди увійшли до складу журі Міжнародного конкурсу:
- Клаудія Ландсберґер, продюсерка (голова журі)
- Ігор Сукманов, організатор фестивалю, кінокритик
- Алла Загайкевич, композиторка
- Адріан Цвікер, актор
- Сергій Лавренюк, продюсер

### Національний конкурс
Наступні люди увійшли до складу журі Національного конкурсу:
- Тііна Локк-Трамберґ, директорка Талліннського кінофестивалю «Темні ночі»
- Антельм Відо, програмний директор Одеського кінофестивалю
- Марина Степанська, кінорежисерка, сценаристка

### «Сонячний зайчик»
Наступні люди увійшли до складу журі ЛГБТ-конкурсу «Сонячний зайчик»:
- Шарлі Будро, виконавча директорка Монреальського ЛГБТК кінофестивалю image+nation
- Світлана Малишева, координаторка фестивалю
- Крістіан Янковські, координатор кінофестивалю Cine Migrante

### Екуменічне журі
Наступні люди увійшли до складу Екуменічного журі:
- Ріта Вайнерт
- Жак Веркель
- Маріанна Кавка, актриса, кінорежисерка, журналістка і педагог

### Міжнародна федерація кінопреси (ФІПРЕССІ)
Наступні люди увійшли до складу журі Міжнародної федерації кінопреси (ФІПРЕССІ):
- Андоні Ітурбе Толоса, президент кінематографічної секції Eusko Ikaskuntza — Товариства баскських студій (Сан-Себастьян)
- Діана Мартіросян, кінокритик в Newmag magazine та журналістка видання Regional Post (Єреван)
- Дарія Бадьор, головна редакторка розділу «Культура» онлайн-видання LB.ua

## Конкурсна програма

### Міжнародний конкурс

#### Повнометражний конкурс
Наступні дебютні повнометражні ігрові фільми (тривалістю більше 60 хвилин) було відібрано до Міжнародного повнометражного конкурсу:
| Фільм        | Оригінальна назва | Режисер(и)                | Країна(-и)                                           |
| ------------ | ----------------- | ------------------------- | ---------------------------------------------------- |
| Антена       | Antenna           | Арік Ротстейн             | Ізраїль                                              |
| Вантаж       | Teret             | Оґнєн Ґлавоніч            | Сербія Франція Хорватія Іран Катар                   |
| Ворони       | Korparna          | Єнс Ассур                 | Швеція                                               |
| Зимові брати | Vinterbrødre      | Глинур Палмасон           | Данія Ісландія                                       |
| Мандрівник   | Le voyageur       | Хаді Ґандур               | Франція Ліван                                        |
| Опіка        | Jusqu'à la garde  | Ксав'є Легран             | Франція                                              |
| Ретабло      | Retablo           | Альваро Дельґадо-Апарісіо | Перу Німеччина Норвегія                              |
| Спадкоємиці  | Las herederas     | Марсело Мартінессі        | Парагвай Німеччина Уругвай Бразилія Норвегія Франція |
| Святий       | Šventasis         | Андріус Блажевічюс        | Литва Польща                                         |
| Страшна мати | Sashishi deda     | Ана Урушадзе              | Грузія Естонія                                       |
| Тиха ніч     | Cicha noc         | Пйотр Домалевський        | Польща                                               |
| Я не відьма  | I am Not a Witch  | Рунґано Ніоні             | Велика Британія Франція Німеччина                    |

#### Короткометражний фільми
Наступні дебютні короткометражні фільми (ігрові, документальні, анімаційні стрічки, зняті після кіношколи; тривалістю до 45 хвилин) було відібрано до Міжнародного короткометражного конкурсу:
| Фільм                 | Оригінальна назва         | Режисер(и)         | Країна(-и)      |
| --------------------- | ------------------------- | ------------------ | --------------- |
| Андро                 | Andro                     | Торніке Ґоґрічіані | Грузія          |
| Блискуча нагла смерть | Splendida moarte accident | Серджіу Неґулічі   | Румунія         |
| Дівчатка              | Grams                     | Каміль Жапі        | Франція         |
| Дідусь-морж           | Grandpa Walrus            | Люкрес Андреа      | Франція         |
| Друга куля            | The Second Bullet         | Натіґ Расул        | Азербайджан     |
| Залежні               | Dependent                 | Філ Шерін          | Велика Британія |
| Камалока              | Камалока                  | Ярослав Коротков   | Україна         |
| Купчаста хмара        | Piled Cloud               | Ван Чук Мань       | Гонконг         |
|                       | Long bueno                | Абіліу Діас        | Бразилія        |
| Маленькі ручки        | Little Hands              | Ремі Альє          | Бельгія Франція |
| Перемотай уперед      | Rewind Forward            | Джастін Стоунгем   | Швейцарія       |
| Усе, що лишилося      | All that Remains          | Анн-Ліз Морен      | Бельгія         |
| Шкіра                 | Skin                      | Інаам Аттар        | Ліван           |

#### Студентський конкурс
Наступні студентські фільми (ігрові, документальні, анімаційні; тривалістю до 45 хвилин) було відібрано до Міжнародного студентського конкурсу. У складі програми представлені 15 кінострічок:
| Фільм                                 | Оригінальна назва                         | Режисер(и)            | Країна(-и)          | хв. |
| ------------------------------------- | ----------------------------------------- | --------------------- | ------------------- | --- |
| Айсберги                              | Icebergs                                  | Ейріні Віанеллі       | Греція США          | 9’  |
| Брижі                                 | Dønninger                                 | Свере Матіас Ґленне   | Норвегія            | 14’ |
| Великий китайський мур                | Kineski zid                               | Алєксандра Одіч       | Німеччина           | 36’ |
| Дев'ять вузлів                        | Nueve nudos                               | Лорена Кольменарес    | Венесуела           | 11’ |
| Куди йде літо (епізоди про молодість) | Onde o verão vai (episódios da juventude) | Давід Пінєйру Вісенче | Португалія          | 21’ |
| Ліс відголосків                       | FWald der Echos                           | Лус Оліварес Капелле  | Австрія             | 30’ |
| Мить                                  | Мить                                      | Юлія Тамтура          | Україна             | 6’  |
| Моя черга                             | Nae cha-lye                               | Кім На-кьон           | Південна Корея      | 15’ |
| Обличчям до Мекки                     | Facing Mecca                              | Ян-Ерік Мак           | Швейцарія           | 25’ |
| Озеро                                 | Озеро                                     | Дар'я Блохіна         | Росія               | 29’ |
| Поль тут                              | Paul est là                               | Валентіна Морель      | Бельгія             | 24’ |
| Сумне Різдво                          | Blue Christmas                            | Шарлотт Веллс         | Велика Британія США | 5’  |
| Тісні зв'язки                         | Więzi                                     | Зофія Ковалевська     | Польща              | 18’ |
| Туман                                 | Néboa                                     | Клаудія Костафреда    | Іспанія             | 18’ |
| У Кропсдамі всі щасливі               | In Kropsdam is iedereen gelukkig          | Йорен Мольтер         | Нідерланди          | 24’ |

### Національний конкурс
Наступні українські короткометражні фільми (ігрові, документальні, анімаційні; тривалістю до 45 хвилин) було відібрано до Національного конкурсу:
| Фільм                      | Режисер(и)                                                 | Рік  |
| -------------------------- | ---------------------------------------------------------- | ---- |
| Анахата                    | Рита Кузьмина                                              | 2017 |
| Ворони летіли              | Даниїл Міліковський                                        | 2018 |
| Гойдалки                   | Валерія Сочивець                                           | 2017 |
| dendro dreams              | Тета Цибульник, Еліас Парвулеско                           | 2018 |
| Державна установа          | Ярема Малащук, Роман Хімей                                 | 2017 |
| Інтербачення-Львів         | Станіслав Мензелевський, Анна Онуфрієнко, Еліас Парвулеско | 2018 |
| Казки. Неопубл.            | Руслан Арітович                                            | 2018 |
| Камалока                   | Ярослав Коротков                                           | 2018 |
| Київська історія           | Михайло Маслобойщиков                                      | 2017 |
| Маніяк                     | Антон Сомін                                                | 2017 |
| Мить                       | Юлія Тамтура                                               | 2018 |
| Miqlar                     | Агмеді-Ернес Сарихаліл                                     | 2017 |
| Мілена                     | Олександр Фразе-Фразенко                                   | 2017 |
| Ніч з Наталею              | Андрій Бондаренко                                          | 2017 |
| Новий рік у сімейному колі | Максим Наконечний                                          | 2018 |
| Поза зоною                 | Нікон Романченко                                           | 2018 |
| Сильні духом               | В'ячеслав Бігун                                            | 2018 |
| Слово                      | Ігор Висневський                                           | 2017 |
| Урок риболовлі             | Кирил Жеков                                                | 2018 |
| Штангіст                   | Дмитро Сухолиткий-Собчук                                   | 2018 |
| Щасливі роки               | Світлана Шимко, Галина Ярманова                            | 2018 |
| Що якщо                    | Віра Яковенко                                              | 2018 |

## Паралельний конкурс

### «Сонячний зайчик»
Наступні повнометражні ігрові фільми (тривалістю більше 60 хвилин) було відібрано до Міжнародного повнометражного ЛГБТ-конкурсу «Сонячний зайчик»:
| Фільм                        | Оригінальна назва            | Режисер(и)                        | Країна(-и)                                           |
| ---------------------------- | ---------------------------- | --------------------------------- | ---------------------------------------------------- |
| Дні милосердя                | My Days of Mercy             | Талі Шалом-Езер                   | Велика Британія США                                  |
| Жорстка фарба                | Tinta bruta                  | Філіпе Матцембахер, Марсіу Реолон | Бразилія                                             |
| Кондитер                     | Der Kuchenmacher             | Офір Рауль Ґрайцер                | Ізраїль Німеччина                                    |
| Марвін, або Чудове виховання | Marvin ou la belle éducation | Анн Фонтен                        | Франція                                              |
| Мить в очереті               | Tämä hetki kaislikossa       | Мікко Макела                      | Фінляндія Велика Британія                            |
| Ретабло                      | Retablo                      | Альваро Дельґадо-Апарісіо         | Перу Німеччина Норвегія                              |
| Спадкоємиці                  | Las herederas                | Марсело Мартінессі                | Парагвай Німеччина Уругвай Бразилія Норвегія Франція |
| Том із Фінляндії             | Tom of Finland               | Доме Карукоскі                    | Фінляндія                                            |

#### Поза конкурсом
Повнометражні фільми
| Фільм           | Оригінальна назва | Режисер(и)                     | Країна(-и)      |
| --------------- | ----------------- | ------------------------------ | --------------- |
| Нічні мисливці  | Nighthawks        | Рон Пек                        | Велика Британія |
| Обскуро барроко | Obscuro Barroco   | Еванґеліа Краніоті             | Греція Франція  |
| Трансгей        | Bixa Travesty     | Клаудія Пріссіла, Кіку Ґоіфман | Бразилія        |

### Teen Screen
Наступні повнометражні ігрові фільми (тривалістю понад 60 хвилин) було відібрано до конкурсу «Teen Screen»:
| Фільм                         | Оригінальна назва       | Режисер(и)        | Країна(-и)                 |
| ----------------------------- | ----------------------- | ----------------- | -------------------------- |
| Дитячий квиток                | Half Ticket             | Саміт Каккад      | Індія                      |
| За синіми дверима             | Za niebieskimi drzwiami | Маріуш Палєй      | Польща                     |
| Мисливці на відьму            | Zlogonje                | Рашко Мількович   | Сербія, Північна Македонія |
| На колесах                    | Sobre rodas             | Мауру Д'Аддіу     | Бразилія                   |
| Переполох на Зеленому Пагорбі | Uzbuna na Zelenom Vrhu  | Чеєн Чернич       | Хорватія                   |
| Супер-Модо                    | Supa Modo               | Лікаріон Вайнайна | Кенія, Німеччина           |

## Позаконкурсна програма
| Програма                           | Фільм                      | Оригінальна назва                         | Режисер(и)                                                      | Країна(-и)                                       | Рік  | Дж    |
| ---------------------------------- | -------------------------- | ----------------------------------------- | --------------------------------------------------------------- | ------------------------------------------------ | ---- | ----- |
| Спеціальні події                   | Бурхливе тепер             | No intenso agora                          | Жоао Морейра Саллес                                             | Бразилія                                         | 2017 |       |
| Спеціальні події                   | Гарного дня                | Hao ji le                                 | Лю Цзян                                                         | КНР                                              | 2017 |       |
| Спеціальні події                   | Зелений туман              | The Green Fog                             | Еван Джонсон, Гален Джонсон, Гай Меддін                         | США                                              | 2017 | [ 3 ] |
| Спеціальні події                   | Земля просвітлених         | The Land of the Enlightened               | Пітер-Ян де Пю                                                  | Бельгія Ірландія Нідерланди Німеччина Афганістан | 2016 |       |
| Спеціальні події                   | [Не] торкайся              | Nu ma atinge-ma                           | Адіна Пінтіліє                                                  | Румунія                                          | 2018 | [ 3 ] |
| Спеціальні події                   | Нічна зміна                | Late Shift                                | Тобіас Вебер                                                    | Швейцарія Велика Британія                        | 2016 |       |
| Спеціальні події                   | Остання подорож Леандра    | Leanders letzte Reise                     | Нік Бейкер-Монтейс                                              | Німеччина                                        | 2017 |       |
| Спеціальні події                   | Посиніти з розуму          | Blue My Mind                              | Ліза Брюльманн                                                  | Швейцарія                                        | 2017 |       |
| Спеціальні події                   | Свавілля: Остання глава    | アウトレイジ 最終章 / Autoreiji saishusho | Такесі Кітано                                                   | Японія                                           | 2017 |       |
| Спеціальні події                   | Стрікер                    | Flitzer                                   | Петер Луїсі                                                     | Швейцарія                                        | 2017 |       |
| Спеціальні події                   | Шалений Макс: Дорога гніву | Mad Max: Fury Road Black&Chrome           | Джордж Міллер                                                   | Австралія США                                    | 2015 |       |
| Ретроспективна програма «Сторіччя» | Осіння соната              | Höstsonaten                               | Інгмар Бергман                                                  | Франція ФРН Швеція Велика Британія               | 1978 | [ 3 ] |
| Фестиваль фестивалів               | Дика миша                  | Wild Mouse                                | Йозеф Гадер                                                     | Австрія                                          | 2017 |       |
| Фестиваль фестивалів               | Дім                        | Home                                      | Фін Трох                                                        | Бельгія                                          | 2016 |       |
| Фестиваль фестивалів               | Гладенька шкіра            | Ta peau si lisse                          | Дені Коте                                                       | Канада                                           | 2017 |       |
| Фестиваль фестивалів               | Місяць Юпітера             | Jupiter holdja                            | Корнель Мундруцо                                                | Угорщина Німеччина                               | 2017 |       |
| Фестиваль фестивалів               | Пані Гайд                  | Madame Hyde                               | Серж Бозон                                                      | Франція                                          | 2017 |       |
| Фестиваль фестивалів               | Три дні з Ромі Шнайдер     | 3 Tage in Quiberon                        | Емілі Атеф                                                      | Німеччина Австрія Франція                        | 2018 |       |
| Фестиваль фестивалів               | У Сирії                    | Insyriated                                | Філіпп ван Леу                                                  | Бельгія Франція                                  | 2017 |       |
| Фестиваль фестивалів               | Фантастична жінка          | Una Mujer Fantástica                      | Себастьян Леліо                                                 | Чилі США Німеччина Іспанія                       | 2017 |       |
| Фестиваль фестивалів               | Фабрика нічого             | A Fábrica de Nada                         | Педру Пінью                                                     | Португалія                                       | 2017 |       |
| Українські прем'єри                | Вівчарі (док.)             | Вівчарі (док.)                            | Ігор Стрембіцький                                               | Україна                                          | 2018 |       |
| Українські прем'єри                | Пан Ніхто                  | Пан Ніхто                                 | Олександр Фразе-Фразенко                                        | Україна                                          | 2018 |       |
| Українські прем'єри                | Лиса Гора                  | Лиса Гора                                 | Роман Перфільєв                                                 | Україна                                          | 2018 |       |
| Українські прем'єри                | NO-ONE                     | NO-ONE                                    | Лев Прудкін, Володимр Прудкін                                   | Україна Росія Ізраїль                            | 2017 |       |
| Focus Italia                       | Дармоїди                   | Gli sdraiati                              | Франческа Аркібуджі                                             | Італія                                           | 2017 |       |
| Focus Italia                       | Зачарований Неаполь        | Napoli velata                             | Ферзан Озпетек                                                  | Італія                                           | 2017 |       |
| Focus Italia                       | Кішка-Попелюшка            | Gatta Cenerentola                         | Алессандро Рак, Іван Капп'єлло, Маріно Ґуарньєрі, Даріо Сансоне | Італія                                           | 2017 |       |
| Focus Italia                       | Ніжність                   | La tenerezza                              | Джанні Амеліо                                                   | Італія                                           | 2017 |       |
| Focus Italia                       | Прихований колір речей     | Il colore nascosto delle cose             | Сільвіо Сольдіні                                                | Італія Швейцарія                                 | 2017 |       |
| Focus Italia                       | Фортуната                  | Fortunata                                 | Серджіо Кастеллітто                                             | Італія                                           | 2017 |       |
| Focus Italia                       | Я — нескінченна як космос  | I'm Endless Like the Space                | Анне Ріітта Чікконе                                             | Італія                                           | 2017 |       |
| Скандинавська панорама             | Винен                      | Den skyldige                              | Ґустав Мьоллер                                                  | Данія                                            | 2018 |       |
| Скандинавська панорама             | Відпустка                  | Holiday                                   | Ізабелла Екльоф                                                 | Данія Нідерланди Швеція                          | 2018 |       |
| Скандинавська панорама             | Мить в очереті             | Tämä hetki kaislikossa                    | Мікко Макела                                                    | Фінляндія Велика Британія                        | 2017 |       |
| Скандинавська панорама             | Під деревом                | Undir trénu                               | Гафстейн Ґуннар Сіґурдссон                                      | Ісландія Данія Польща Німеччина                  | 2017 |       |
| Скандинавська панорама             | Том із Фінляндії           | Tom of Finland                            | Доме Карукоскі                                                  | Фінляндія                                        | 2017 |       |
| Forma                              | 2020. Безлюдна країна      | 2020. Безлюдна країна                     | Корній Грицюк                                                   | Україна                                          | 2018 |       |
| Forma                              | Дикі хлопці                | Les garçons sauvages                      | Бертран Мандіко                                                 | Франція                                          | 2017 |       |
| Forma                              | Зелено-біло-зелений        | Green White Green                         | Абба Т. Макама                                                  | Нігерія                                          | 2016 |       |
| Forma                              | Клинохвіст                 | Wedgetail                                 | Ґреґ Блейкі                                                     | Австралія, Німеччина                             | 2017 |       |
| Forma                              | Кому жити добре            | Dene wos guet geit                        | Сиріл Шойблін                                                   | Швейцарія                                        | 2017 |       |
| Forma                              | Лаклакі                    | Luk'Luk'I                                 | Вейн Вапімуква                                                  | Канада                                           | 2017 |       |
| Forma                              | Час із користю             | Quality Time                              | Даан Баккер                                                     | Нідерланди, Норвегія                             | 2017 |       |

## Нагороди
Нагороди були розподілені таким чином:

### Офіційні нагороди
Гран-прі «Скіфський олень» та сертифікат на $10 000
- «Святий», реж. Андріус Блажевічюс / ,

Повнометражний конкурс
- «Скіфський олень» за найкращий повнометражний фільм — «Зимові брати», реж. Глинур Палмасон / ,
- Спеціальна відзнака журі — «Вантаж», реж. Оґнєн Ґлавоніч / , , , ,

Короткометражний конкурс
- «Скіфський олень» за найкращий короткометражний фільм — «Блискуча нагла смерть», реж. Серджіо Нігулічі /

Студентський конкурс
- «Скіфський олень» за найкращий студентський фільм — «Тісні зв'язки», реж. Зофія Ковалевська /
- Особлива згадка — «Брижі», реж. Свер Матіасс Гленн /

Національний конкурс
- «Скіфський олень» за найкращий український фільм — «Штангіст», реж. Дмитро Сухолиткий-Собчук /
- Спеціальна відзнака — «Поза зоною», реж. Нікон Романченко / ,
- Спеціальна відзнака — «Щасливі роки», реж. Світлана Шимко та Галина Ярманова /

«Teen Screen»
- Головний приз — «Дитячий квиток», реж. Самід Каккада /
- Спеціальна відзнака — «Супер-Модо», реж. Лікаріон Вайнайн / ,
- Спеціальна відзнака — «За блакитними дверима», реж. Маріуш Палєй /

«Сонячний зайчик»
- Приз за найкращий ЛҐБТК-фільм — «Спадкоємиці», реж. Марсело Мартінессі / , , , , ,
- Спеціальні відзнаки журі:
  - «Кондитер», реж. Офір Рауль Ґрайцер / , 
  - «Жорстка фарба», реж. Філіпе Матцембахер та Марсіу Реолон /

Почесні нагороди
- «Скіфський олень» за внесок у світове кіномистецтво — Юрген Прохнов[24], актор /

### Незалежні нагороди
Приз ФІПРЕССІ
- Найкращий фільм — «Опіка», реж. Ксав'є Легран /
- Диплом журі — Матільда Оневьо, акторка («Опіка»)

Приз глядацьких симпатій
- «Тиха ніч», реж. Пйотр Домалевський /

Приз екуменічного журі
- Найкращий повнометражний фільм — «Ретабло», реж. Альваро Дельґадо-Апарісіо / , ,
- Найкращий короткометражний фільм — «Дівчатка», реж. Каміль Жапі /
- Найкращий студентський фільм — «Мить», реж. Юлія Тамтура /

Нагорода Shoot&Play
- «Твій вибір принесе користь», реж. Анастасія Хоменко /